# Yulee
Yulee es un lugar designado por el censo ubicado en el condado de Nassau en el estado estadounidense de Florida. En el Censo de 2010 tenía una población de 11.491 habitantes y una densidad poblacional de 191,39 personas por km².

## Geografía
Yulee se encuentra ubicado en las coordenadas 30°38′5″N 81°33′49″O / 30.63472, -81.56361. Según la Oficina del Censo de los Estados Unidos, Yulee tiene una superficie total de 60.04 km², de la cual 59.98 km² corresponden a tierra firme y (0.1%) 0.06 km² es agua.

## Demografía
Según el censo de 2010, había 11.491 personas residiendo en Yulee. La densidad de población era de 191,39 hab./km². De los 11.491 habitantes, Yulee estaba compuesto por el 90.5% blancos, el 5.64% eran afroamericanos, el 0.43% eran amerindios, el 0.85% eran asiáticos, el 0.06% eran isleños del Pacífico, el 1% eran de otras razas y el 1.52% pertenecían a dos o más razas. Del total de la población el 3.12% eran hispanos o latinos de cualquier raza.